# Небесна Зоя Михайлівна
Зоя Михайлівна Небесна (нар. 10 червня 1981, с. Кутянка Шумського району, Україна) — українська вчена у галузі біології. Доктор біологічних наук (2016), професор (2019), завідувач кафедри гістології та ембріології Тернопільського національного медичного університету імені І. Я. Горбачевського.

## Біографія
Закінчила Тернопільський педагогічний університет ім. Гнатюка за спеціальністю «Біологія» (2013)
З 2003 року працює у Тернопільському медичному університеті, старший лаборант кафедри гістології та ембріології (2003—2005), асистент (2005—2008), старший викладач (2011—2013), доцент (2019—2019), директор Навчально-наукового інституту морфології (від 2016), професор (від 2019). Від 2019 року — завідувач кафедри гістології та ембріології.
Член Вченої ради ТНМУ, член Вченої ради медичного факультету ТНМУ.

## Наукова діяльність
У 2008 році захистила кандидатську дисертацію на тему «Морфофункціональний стан нирки в умовах ранньої некректомії і застосування ліофілізованих ксенодермотрансплантатів при експериментальній термічній травмі». У 2016 році захистила докторську дисертацію на тему «Морфофункціональні зміни легень при експериментальній термічній травмі та за умов корекції» (спеціальність 14.03.01 — нормальна анатомія).
Наукові інтереси: вивчення морфофункціональних змін тканин і органів при експериментальній термічній травмі та за умов корекції; ремоделювання органів чоловічої статевої системи за умов патології органів ендокринної системи та у віковому аспекті; морфофункціональний стан селезінки та фактори імунологічної реактивності в умовах експериментального канцерогенезу; морфологічні зміни суглобів за умов ураження органів травної системи; реорганізація органів ротової порожнини за умов стресу та патології щитоподібної залози.

## Доробок
Авторка 148 наукових праць. Співавторка 1 патенту на винахід, 1 навчального підручника, 2 навчальних посібників, 4 інформаційних листів.

## Окремі праці
- Soroka Yu., Andriichuk I., Kramar S., Shepet I., Nebesna Z., Bodnar P., Vivchar Z., Bodnar Ya., Shevchuk O., Korda M., Lisnychuk N. Organometric, structural and substructural changes in spleen in terms of experimental colon adenocarcinonoma development. European Journal of Molecular & Clinical Medicine. 2021;8(3):404-419
- Rytsyk O., Soroka Yu., Shepet I., Vivchar Z., Andriichuk I., Lykhatskyi Р., Fira L., Nebesna Z., Kramar S., Lisnychuk N. Experimental Evaluation of the Effectiveness
- Of Resveratrol as an Antioxidant in Colon Cancer Prevention. Natural Product Communications. 2020;15(6):1-10
- Blyschak N., Nebesna Z., Borys R., Kyryk Kh., Dzhalilova E. Micro-and Ultrastructural Reconstruction of the Rat Submandibular Gland in the Late Stages of Experimental Type 2 Diabetes Mellitus. Georgian medical news. 2020; 299:125-131.
- Lisnychuk N., Soroka Yu., Andrijchuk I., Nebesna Z., Volkov K. Histological changes in spleen under conditions of toxic carcinogenesis. Georgian medical news. 2018;7–8(280—281):160–164
- Lytvynyuk S. O., Volkov K. S., Nebesna Z. M. Morphofunctional Modifications of neurocytes of the rat hippocampal CA3 area after experimental thermal trauma. Neurophysiology. 2016;48(6):399–406
- Луцика О. Д., Чайковського Ю. Б. , редактори. Гістологія. Цитологія. Ембріологія: підручник для студентів стоматологічного факультету. Вінниця: Нова Книга; 2020. 496 с.
- Пикалюк В. С., укладач. Тератологічний тлумачний словник. 2 вид. доповн. і перероб. Луцьк: Вежа-Друк; 2019. 560 с.
- Tiron O., Nebesna Z., Kramar S., Todorova A. Special Histology. Textbook. Odesa; 2019, 105 р.
- Небесна З. М., Якубишина Л. В., Шутурма O. Я., Гетманюк I. Б., Довгалюк A. I., Зикова Н. П. Гістологія, цитологія тa ембріологія в запитаннях тa відповідях: навч. посібник. Тернопіль: Укрмедкнига; 2019. 124 c[6].